# Министерство глупых походок

Раскадровка глупой походки

Министе́рство глу́пых похо́док (англ. The Ministry of Silly Walks) — скетч из 14-го эпизода «Летающего цирка Монти Пайтона». Укороченная версия была также исполнена в фильме «Monty Python Live at the Hollywood Bowl».

## Сам скетч
Джон Клиз, чиновник несуществующего британского министерства, занимается распределением грантов, направленных на развитие и усовершенствование глупых походок. Клиз демонстрирует множество вариантов глупых походок, один нелепее другого. Его посетитель, мистер Пьюти, желает получить грант на развитие собственной глупой походки, которая, впрочем, не настолько глупа, как хотелось бы. Чиновник ничем не может помочь соискателю: его походка недостаточно глупа, а фонды не резиновые. Правительство должно равным образом заботиться и выделять деньги на оборону, общественную безопасность, здравоохранение, образование, обеспечение жильём и глупые походки, однако финансирование министерства недавно было сильно урезано. Чиновник предлагает мистеру Пьюти попытать счастья в La Marche Futile, англо-французской глупой походке (очевидная аллюзия на англо-французский Конкорд).
В скетче прослеживается ирония над британскими традициями, государственной бюрократической машиной, тратящей деньги налогоплательщиков на полную чепуху.
В 2005 году скетч занял 14-е место в списке величайших скетчей всех времён (и стал одним из 5 скетчей Монти Пайтона, вошедших в top 50).